# Замаровский, Войтех
Войтех Замаровский (словац. Vojtech Zamarovský, чеш. Vojtěch Zamarovský; 5 октября 1919[…], Замаровце или Тренчин — 26 июля 2006, Прага) — словацко-чешский писатель, автор многих научно-популярных работ и исследователь древней истории Греции, Рима, Египта, Месопотамии, Шумера; переводчик с английского, немецкого, французского и латинского языков. Один из основоположников жанра документальной прозы в литературе Чехословакии.

## Биографические сведения
Войтех Замаровский изучал право и экономику в Братиславе и Праге. После этого переехал в Прагу и работал на различных государственных должностях. Получил степень доктора юридических наук. Член Коммунистической партии Чехословакии. В 2007 году разоблачён как информатор специальной полиции с 1962 года, хотя за его непричастность к госбезопасности ручался историк Павел Дворжак.
В последние годы страдал от болезни Паркинсона и провел последние два месяца своей жизни в коме.

## Основные работы
С 1956 года работал только как писатель. Книги Войтеха Замаровского касаются преимущественно жизни древних народов Средиземноморья. Писал и на словацком, и на чешском языках. Труды Войтеха Замаровского переведены на многие языки мира, в СССР активно переводился на русский и украинский.
- «Bohovia a hrdinovia antických bájí» (1969) [Боги и герои античных сказаний] — словарь древнегреческой мифологии[6]
- «Bohovia a králi starého Egypta» (1986) [Боги и цари Древнего Египта]
- «Dejiny písané Rímom» (1971) [История, написанная Древним Римом]
- «Grécky zázrak» (1974) [Греческое чудо] — история Древней Греции
- «Ich veličenstvá pyramídy» (1977) [Их величества пирамиды] (Египетские пирамиды)
- «Na počiatku bol Sumer» (1966) [В начале был Шумер]
- «Objavenie Tróje» (1962) [Открытие Трои]
- «Vzkriesenie Olympie» (1978) [Воскрешение Олимпии]
- «Za siedmimi divmi sveta» (1960) [Путешествие Семью чудесами света]
- «Za tajemstvím říše Chetitů» (1961) [Тайны хеттов]

## Награды
- Орден Людовита Штура I класса (31 августа 2006, посмертно)[7].
- Орден Людовита Штура II класса (1996).
- Крест Прибины I класса (2001).